# 宗福寺 (新宿区)
宗福寺（そうふくじ）は、東京都新宿区にある曹洞宗の寺院。

## 歴史
1603年（慶長8年）、岳室存積によって開山された。元々は現在の千代田区麹町に位置していたが、1634年（寛永11年）に現在地に移転している。
かつては寺宝として、水戸藩初代藩主徳川頼房から寄進された弘法大師空海作といわれる大黒天があったが、1945年（昭和20年）の空襲で焼失した。
墓地には、名刀工として知られる源清麿や刀剣研究家の内田疎天や刀剣師の初代水心子正秀・水心子正次など刀剣関係者の墓が多い。また徳川頼房の娘で夭折した玉露童女の墓もあったが、後に移葬されて現在は存在しない。

## 交通アクセス
- 四谷三丁目駅3番出口より徒歩9分（経路案内）。
- JR東日本中央本線信濃町駅より徒歩10分（経路案内）。